# Eiblättriges Tännelkraut
Das Eiblättrige Tännelkraut (Kickxia spuria), auch Eiblättriges Schlangenmaul, Eiblättriges Leinkraut, Unechtes Tännelkraut oder Ehrenbreissweible genannt, ist ein Angehöriger der Familie der Wegerichgewächse (Plantaginaceae). Für den wissenschaftlichen Namen bestehen die Synonyme Antirrhinum spurium und Linaria spuria.

## Beschreibung

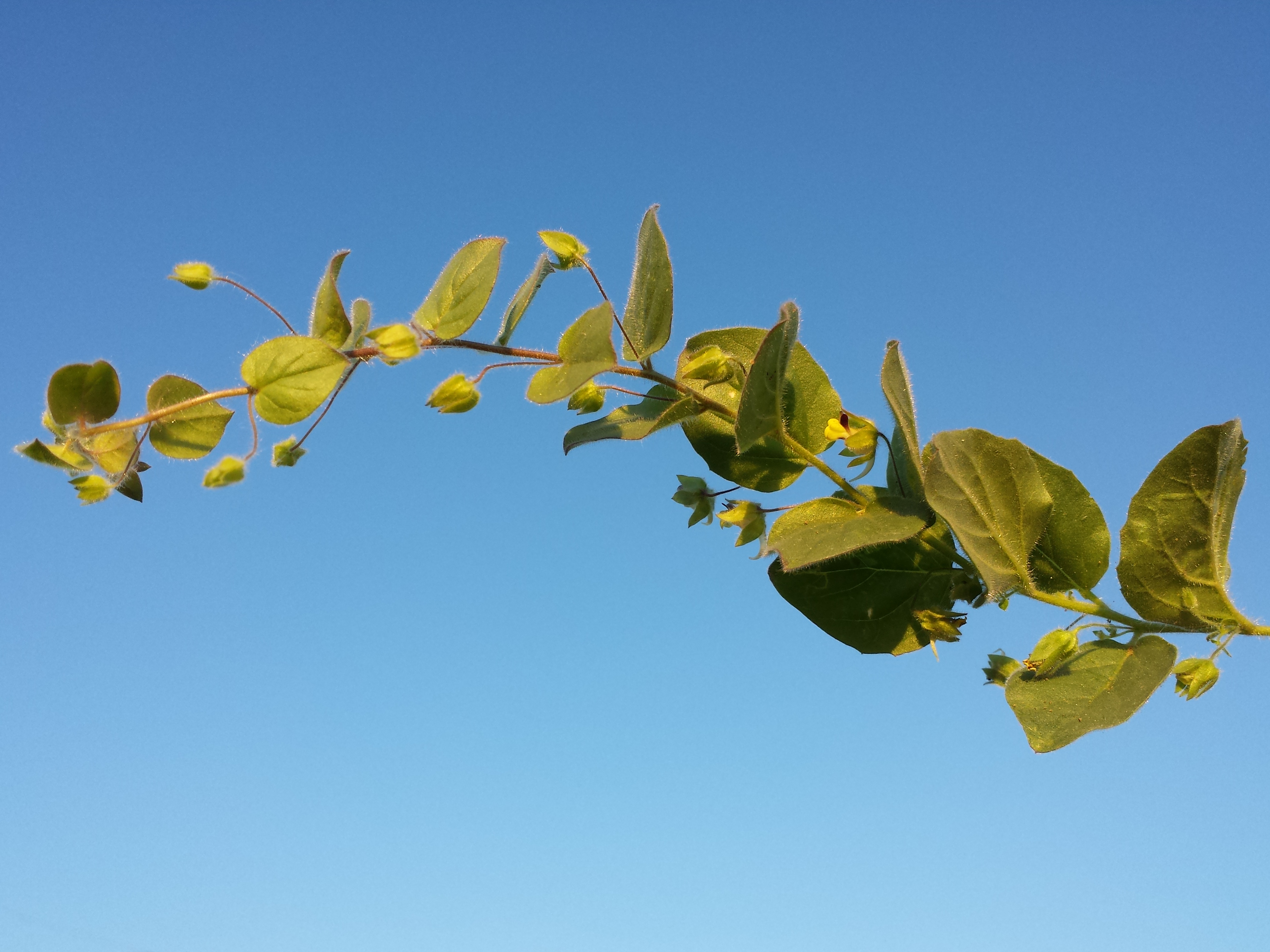
Zweig mit Blüten

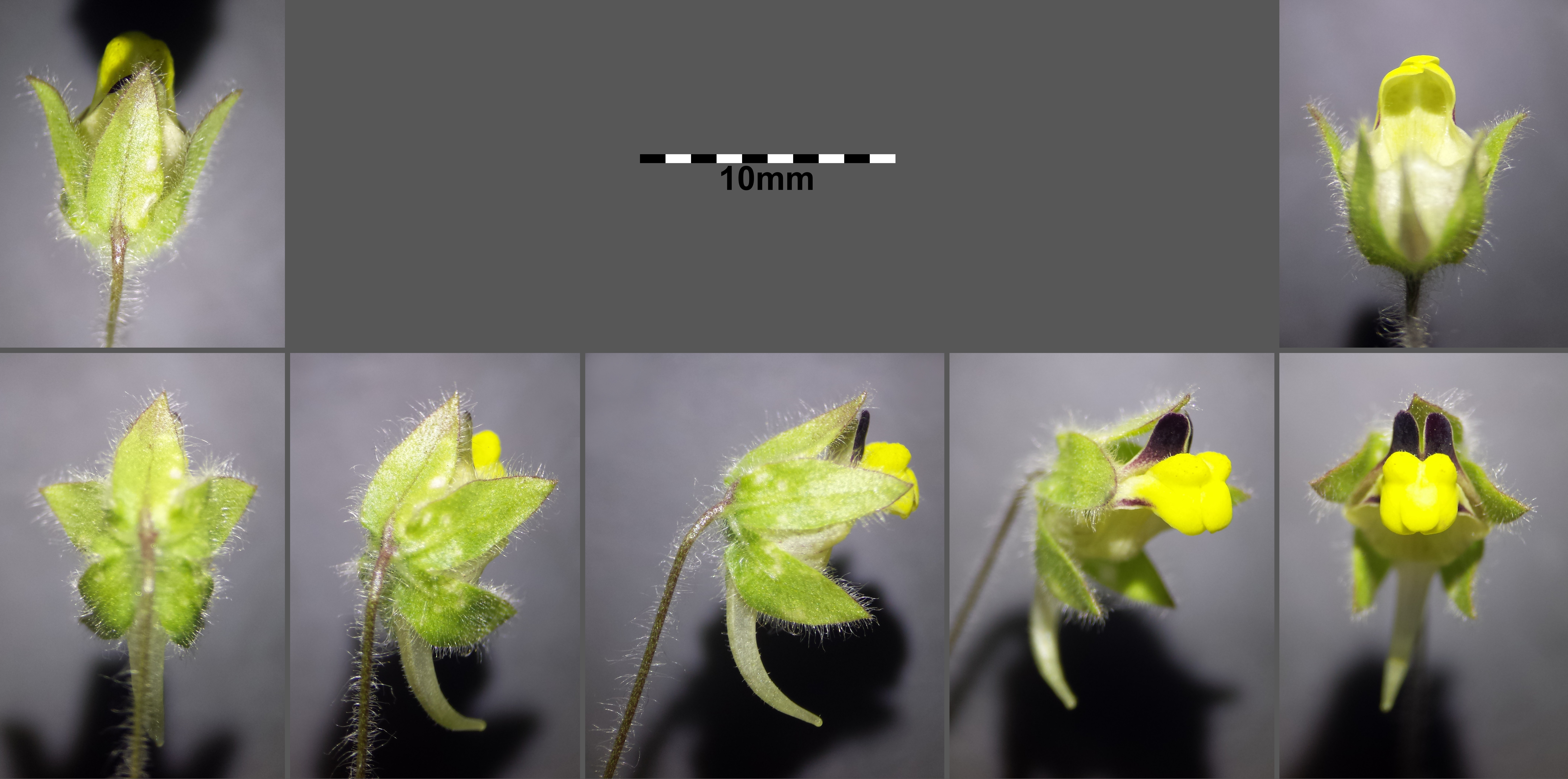
Die Blüte weist einen gekrümmten Sporn auf, die Kronenoberlippe ist schwarzviolett.

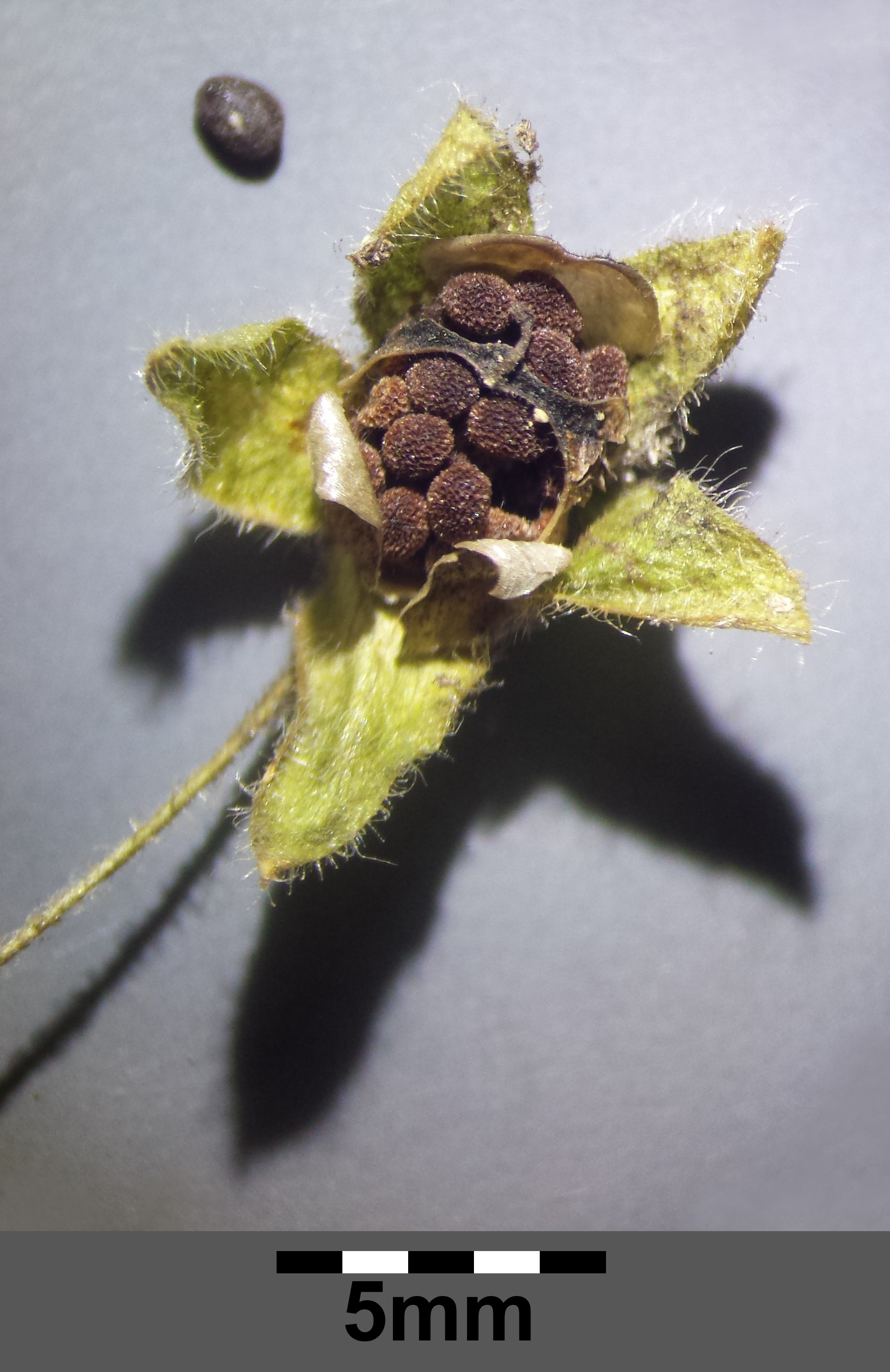
Die Frucht ist eine Kapsel, die sich mit zwei Deckeln öffnet.

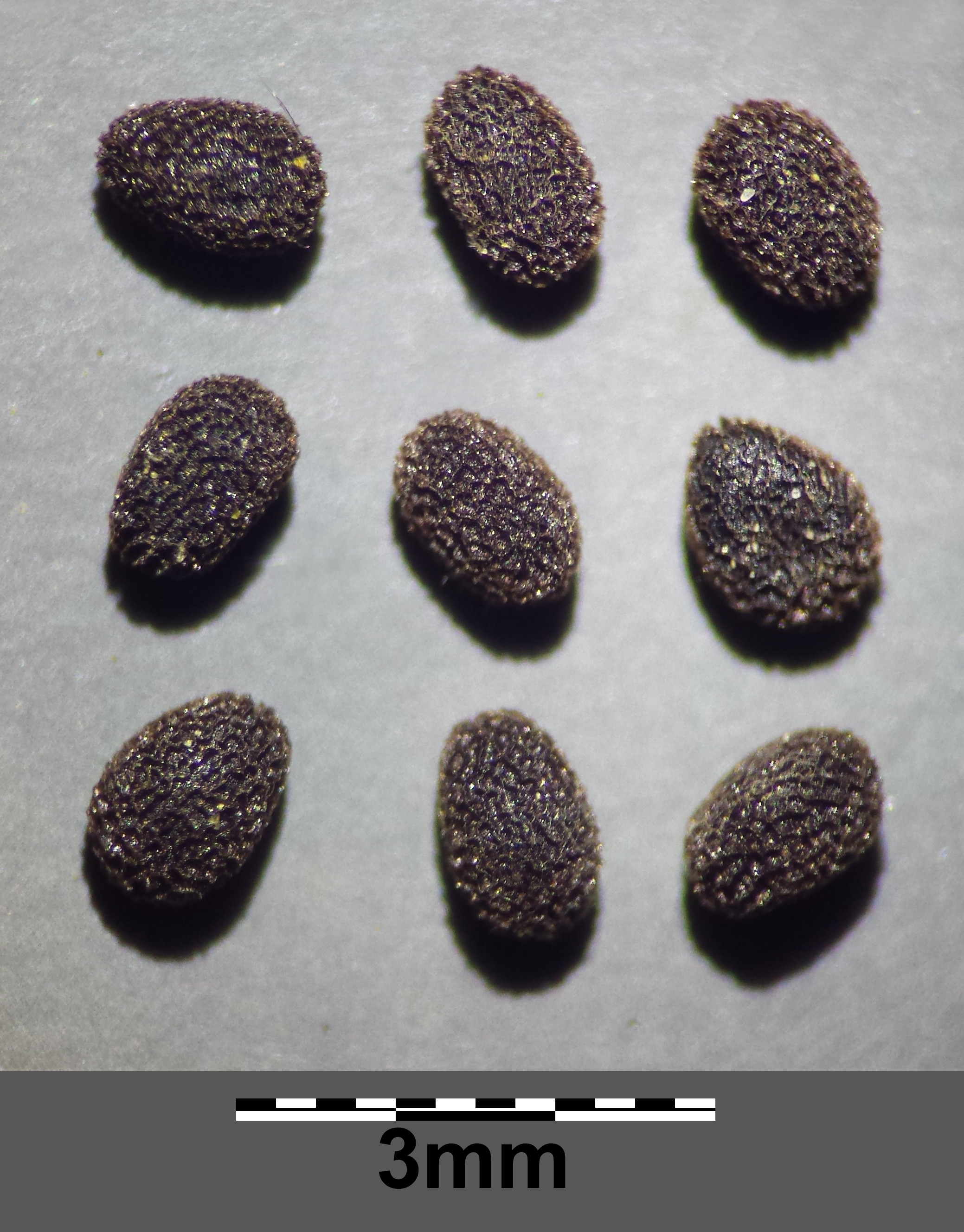
Samen

Die einjährige krautige Pflanze erreicht meist  Wuchshöhen von 5 bis 15 cm bzw. eine Länge von 10 bis 30 cm. Der Stängel wächst anfangs meist aufrecht, ist bald aber niederliegend verzweigt. Er ist fädlich und mehr oder weniger langhaarig-drüsig.
Die Laubblätter sind eiförmig-rundlich, haben einen abgerundeten Grund und sind wie der Stängel drüsen- und lang weichhaarig. Selten sind sie gezähnt und schwach spießförmig.
Die Blütenstiele sind langhaarig-zottig. Die Blüten sitzen einzeln in den Blattachseln und sind lang gestielt. Die Krone besitzt mit Sporn eine Länge von etwa 10 bis 13 mm und ist hellgelb gefärbt. Die Oberlippe ist innen schwarzviolett. Der Sporn ist gebogen und stumpflich.
Die Frucht ist eine Porenkapsel.
Das Eiblättrige Tännelkraut blüht vorwiegend von Juli bis September.
Die Chromosomenzahl beträgt 2n = 18.

## Standortansprüche und Verbreitung
Das Eiblättrige Tännelkraut wächst in Getreide- und Stoppelfeldern sowie auf Brachen. Es bevorzugt mäßig-frischen, nährstoff- und basenreichen, kalkarmen und -reichen, wenig humosen, sandigen oder reinen Ton- und Lehmboden. Es ist ein Lehmzeiger und ausgesprochen wärmeliebend. Es ist in Mitteleuropa eine Charakterart des Kickxietum spuriae aus dem Verband Caucalidion lappulae.
Kickxia spuria kommt von Südeuropa bis in den Kaukasus und Westasien vor. In Mittelasien und Mitteleuropa ist es verschleppt eingebürgert. Es ist ein submediterran-subatlantisches Florenelement.
In Österreich ist es im pannonischen Gebiet selten, sonst sehr selten vorkommend. In der Schweiz ist es allgemein zerstreut aufzufinden.
Das Eiblättrige Tännelkraut kommt in der Mitte und im Südwesten Deutschlands zerstreut vor. Darüber hinaus fehlt es meist.

## Systematik
Man kann folgende Unterarten unterscheiden:
- Kickxia spuria (L.) Dumort. subsp. spuria
- Kickxia spuria subsp. integrifolia (Brot.) R. Fern.: Sie kommt auf den Azoren, in Süd- und Südosteuropa sowie in der Türkei vor.[4]